# Улица Годова Гора
Улица Годова Гора — улица в исторической части Владимира. Крутым извилистым спуском проходит от Успенского собора к улице Урицкого.

## История

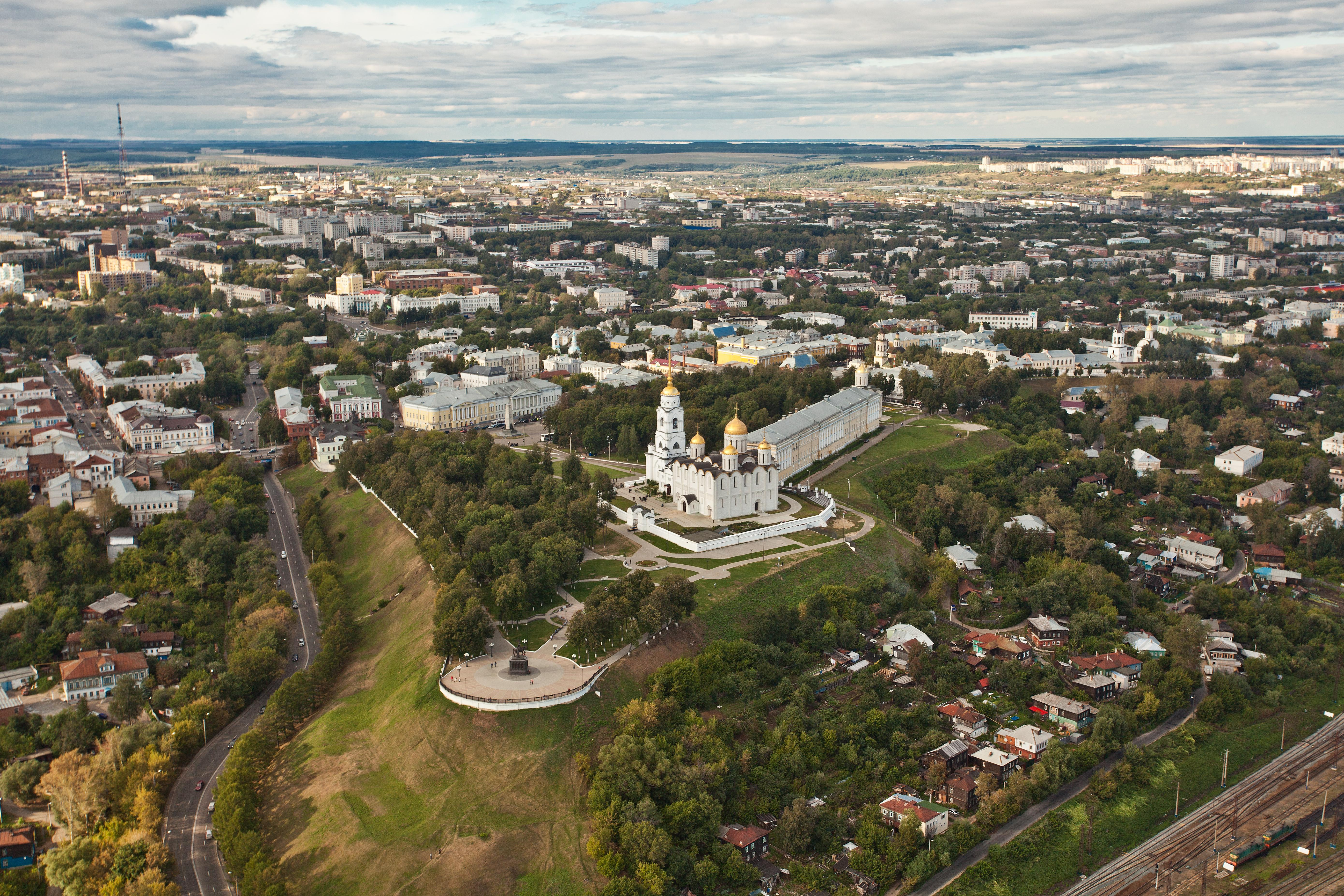
Панорама улицы с воздуха

Прошла по древнему спуску от Владимирского кремля к пойме реки Клязьма.
Первоначально застроенная зданиями хозяйственного назначения — военные склады, мастерские, с первой половины XIX века улица стала застраиваться частными жилыми домами, при них предписывалось завести сад или огород. Дом чиновника Заведеева в 1871 году, уже после кончины хозяина, был приобретён И. В. Годовым. Новый хозяин обязался расширить дорогу и устроить пешеходную лестницу для всхода на вал. В 1914 году на месте ночлежки (д. 14) на средства промышленника Александра Лукича Лосева возвели дом с дешёвыми квартирами. В советское время здание занял 2-й дом советов. Потом здесь располагались Владимирский химический техникум, Владимирский сельскохозяйственный техникум, с 1994 по 2013 год — юридический факультет пединститута.
Историческое название (вариант — Годовская Гора) появляется с 1883 года по имени местного домовладельца купца Ивана Васильевича Годова

## Достопримечательности

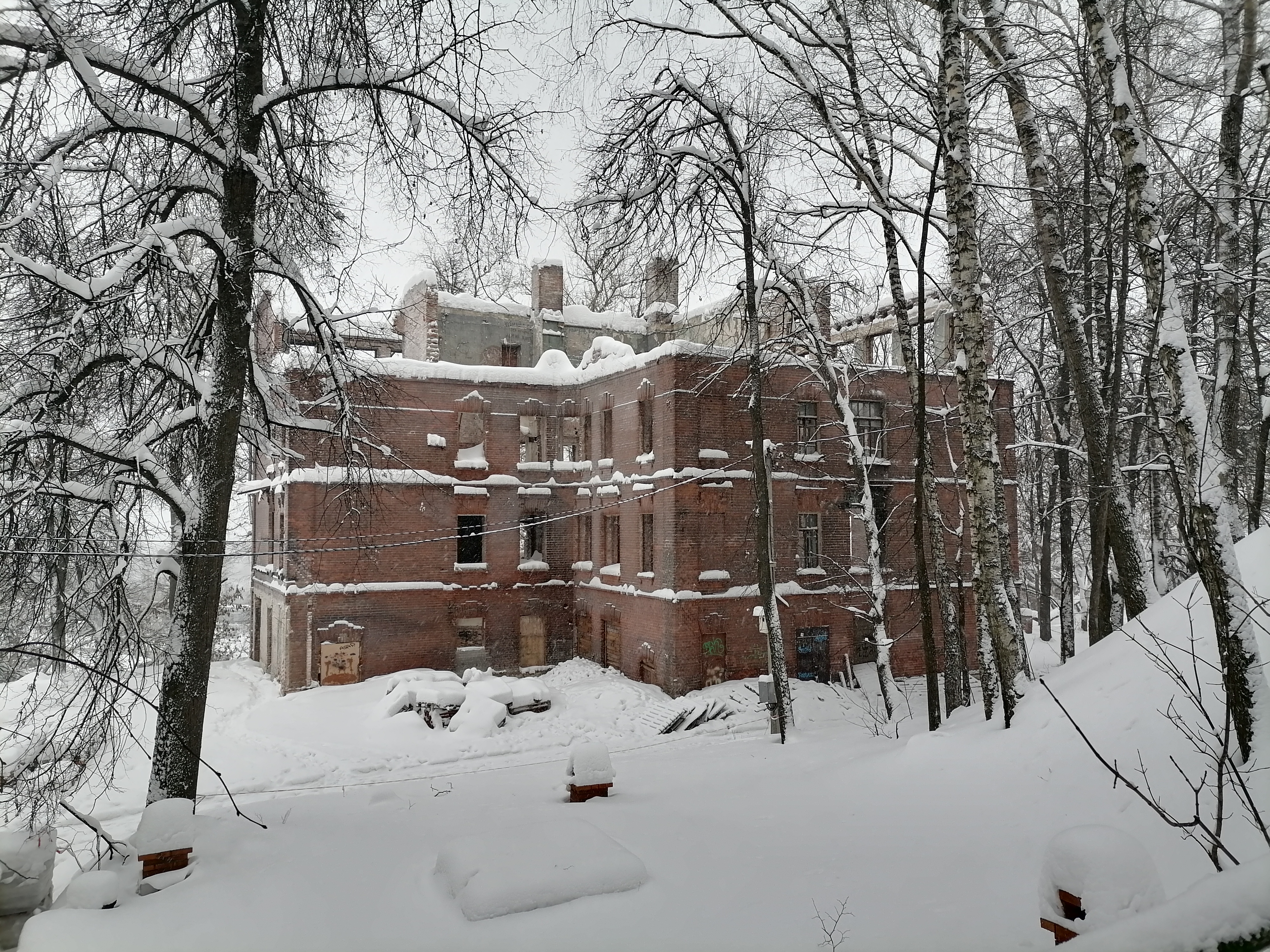
Руины бывшего дома дешёвых квартир

д. 6А — учебный корпус Владимирского государственного гуманитарного университета (юридический факультет)
д. 14 — бывший дом дешёвых квартир

## Известные жители

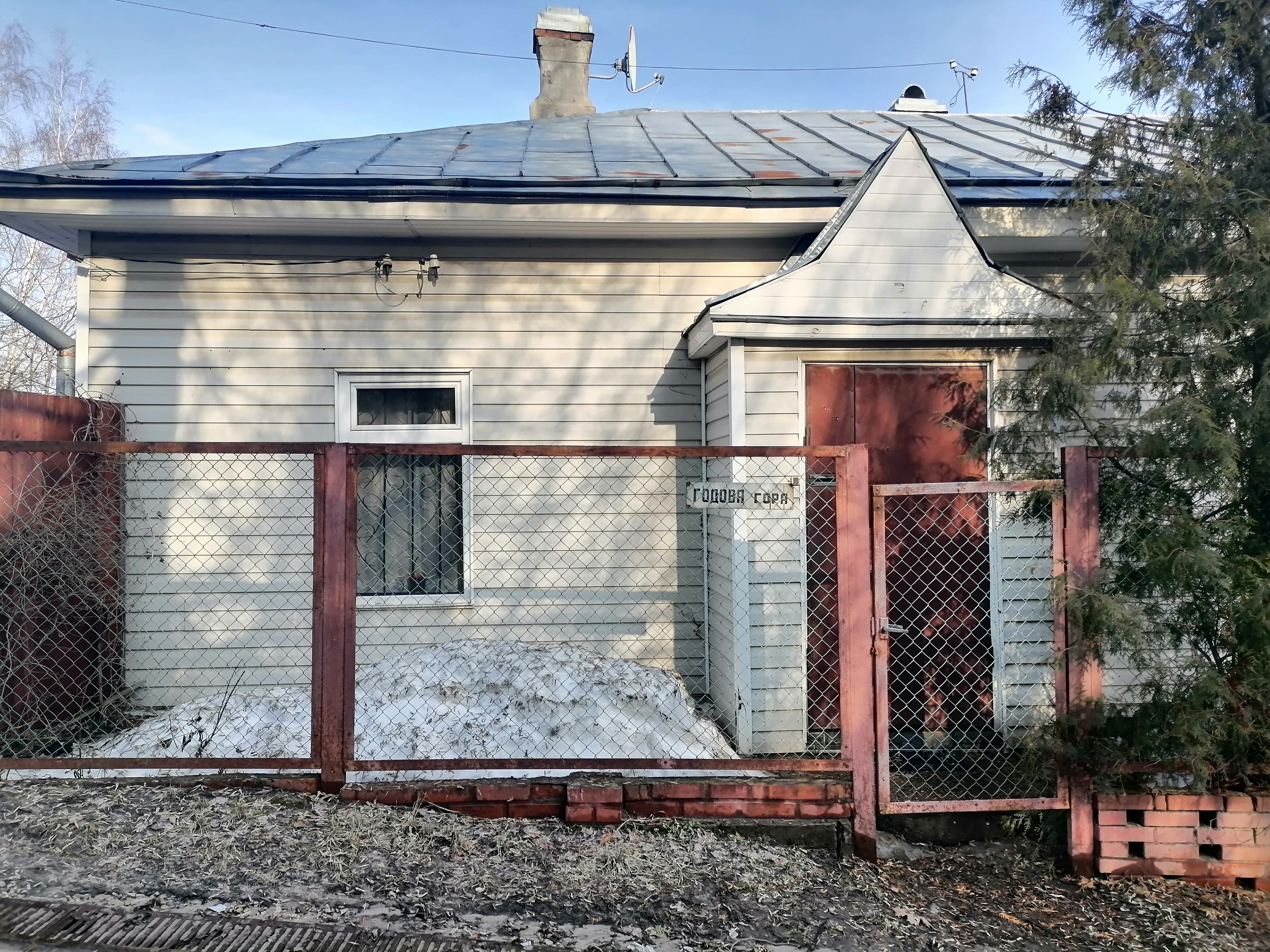
д. 1. Вид в апреле 2022 года

д. 1 — архитектор Яков Ревякин (собственный дом)